# Ophisma albitermia
Ophisma albitermia là một loài bướm đêm trong họ Erebidae.